# 마리오의 타임 머신
《마리오의 타임 머신》(Mario's Time Machine)은 교육용 비디오 게임의 하나로서, 처음에는 MS-DOS용으로, 이후에 패밀리 컴퓨터와 슈퍼 NES 콘솔용으로 출시되었다. 마인드스케이프는 MS-DOS과 슈퍼 NES 버전을 1993년에 개발, 배급한 반면, NES 버전은 1994년에 래디컬 엔터테인먼트가 개발하고 닌텐도가 배급하였다. MS-DOS 버전은 1996년에 "Mario's Time Machine Deluxe"라는 이름으로 재출시되었다.
《마리오의 타임 머신》은 1990년대 초에 출시된 여러 교육용 마리오 비디오 게임 중의 하나이다. 이 게임은 세계의 역사 교육에 초점을 둔다. 게임플레이와 엔진이 3개의 버전 간에 다양하지만 스토리 자체는 거의 동일한 편이다.
《마리오의 타임 머신》은 출시 이후 대체적으로 부정적인 평가를 받았는데, 2개의 리뷰를 기준으로 게임랭킹스에서 60.25%의 점수를 받았다.

## 개발
MS-DOS, 슈퍼 NES 버전은 마인드스케이프가 개발 및 배급하였고 NES 버전은 래디컬 엔터테인먼트가 개발하고 닌텐도가 배급하였다. 마리오의 타임 머신은 원래 1993년에 컴퓨터용으로 출시되었다가 1996년에 "Mario's Time Machine Deluxe"라는 이름으로 재출시되었다. 나중에 1993년 12월 슈퍼 NES용으로 출시되었고 NES용으로는 1994년 6월 23일에 출시되었다.

## 같이 보기
- 마리오의 교육 게임 목록